# Джованнуччи, Эдвард
Эдвард Джованнуччи (англ. Edward L. Giovannucci) — профессор питания и эпидемиологии Гарвардской школы общественного здравоохранения. Он также является адъюнкт-профессором медицины в Гарвардской медицинской школе. Он является главным редактором рецензируемого журнала Cancer Causes & Control.

## Образование
Джованнуччи получил степень доктора медицины в Медицинской школе Университета Питтсбурга в 1984 году, а степень магистра в области здравоохранения и доктора наук в Гарвардской школе общественного здравоохранения в 1988 и 1992 годах соответственно.

## Исследования
Джовануччи известен своими исследованиями пользы для здоровья от получения витамина D под воздействием солнечного света. Он доказал, что на каждую смерть, вызванную раком кожи в результате пребывания на солнце, можно было бы предотвратить 30 смертей благодаря повышенному потреблению витамина D и что «действительно кажется, что уровень витамина D является реальным предиктором сердечных заболеваний». Другие исследования, проведённые Джованнуччи, связывают потребление помидоров со снижением риска рака простаты.